# Hoštice-Heroltice
Hoštice-Heroltice (deutsch Hoschtitz-Heroltitz) ist eine Gemeinde in Tschechien. Sie liegt fünf Kilometer östlich von Vyškov und gehört zum Okres Vyškov. Hoštice-Heroltice entstand 1942 durch Zusammenschluss der Gemeinden Heroltice und Hoštice.

## Geographie
Hoštice-Heroltice befindet sich in der Hanna linksseitig des Flusses Haná an einem alten Flussarm.
Die Gemeinde bildet ein geschlossenes Bebauungsgebiet entlang der Dorfstraße und einigen Seitenstraßen. Der westliche Teil ist Heroltice, der östliche Hoštice. Gegen Süden erheben sich die Ausläufer der Litenčické vrchy. An der nördlichen Peripherie verläuft die Eisenbahnstrecke Vyškov – Přerov, dort befindet sich auch die Bahnstation Hoštice-Heroltice. Im Süden führt rechts der Haná die Autobahn 1 vorbei, die nächste Abfahrt 236 liegt bei Ivanovice na Hané. Nordwestlich befindet sich der Flugplatz Vyškov.
Nachbarorte sind Drysice im Norden, Ivanovice na Hané im Nordosten, Koválovice u Tištína und Švábenice im Osten, Medlovice im Südosten, Rybníček,  Trpinka und Moravské Prusy im Süden, Topolany im Südwesten, Vyškov und Křižanovice u Vyškova im Westen sowie Pustiměřské Prusy und Pustiměř im Nordwesten.

## Geschichte

### Heroltice
Die erste schriftliche Erwähnung des Dorfes erfolgte 1349 als Besitz von Jan und Dětřich von Komorov. Zwischen 1381 und 1391 gehörte das Dorf den Brüdern Oldřich, Ondřej und Ješek Kyj von Heroltice. Die Besitzer der Güter wechselten in rascher Folge. Bei der Einrichtung der Pfarre Topolany wurde Heroltice 1388 zusammen mit Křížanovice und Rybníček dieser zugewiesen. Im 17. Jahrhundert erfolgte eine Teilung des Dorfes in einen Bohdalicer und einen Wischauer Anteil, die bis ins 18. Jahrhundert bestand.
Nach der Aufhebung der Patrimonialherrschaften bildete Herotice/Herotitz ab 1850 eine Gemeinde in der Bezirkshauptmannschaft Wischau. 1859 wurde die Pfarre in Topolany erneuert. Die Freiwillige Feuerwehr gründete sich 1896. Seit 1923 führte die Gemeinde den Namen Heroltice/Heroltitz. 1925 wurde Heroltice nach Hoštice umgepfarrt. Im Jahre 1942 erfolgte die Vereinigung mit Hoštice zur Gemeinde Hoštice-Heroltice.

### Hoštice
Hoštice gehörte zu den Besitzungen des Johanniterordens in Ivanovice na Hané. Erstmals urkundlich nachweisbar ist das Dorf mit der Weihe der Pfarrkirche im Jahre 1445. Im Jahre 1590 erhielt Johann Dietrich von Zierotin die Dörfer Hoštice und Medlovice. 1624 erlosch die Pfarre in Hoštice. 1817 brannte das Dorf nieder. Im Jahre 1846 entstand eine Schule in Hoštice.
Nach der Aufhebung der Patrimonialherrschaften bildete Hoštice/Hoschtitz ab 1850 eine Gemeinde in der Bezirkshauptmannschaft Wischau. 1859 wurde die Pfarre in Topolany erneuert. Im Jahre 1942 erfolgte die Vereinigung mit Heroltice zur Gemeinde Hoštice-Heroltice.

### Hoštice-Heroltice
Im Jahre 1980 erfolgte die Eingemeindung von Topolany und Křižanovice u Vyškova. 1986 wurden Topolany, Křižanovice u Vyškova, Hoštice und Heroltice nach Vyškov eingemeindet. Seit 1990 besteht die Gemeinde wieder.

## Gemeindegliederung
Die Gemeinde Hoštice-Heroltice besteht aus den Ortsteilen Heroltice (Herotitz) und Hoštice (Hoschtitz).

## Sehenswürdigkeiten

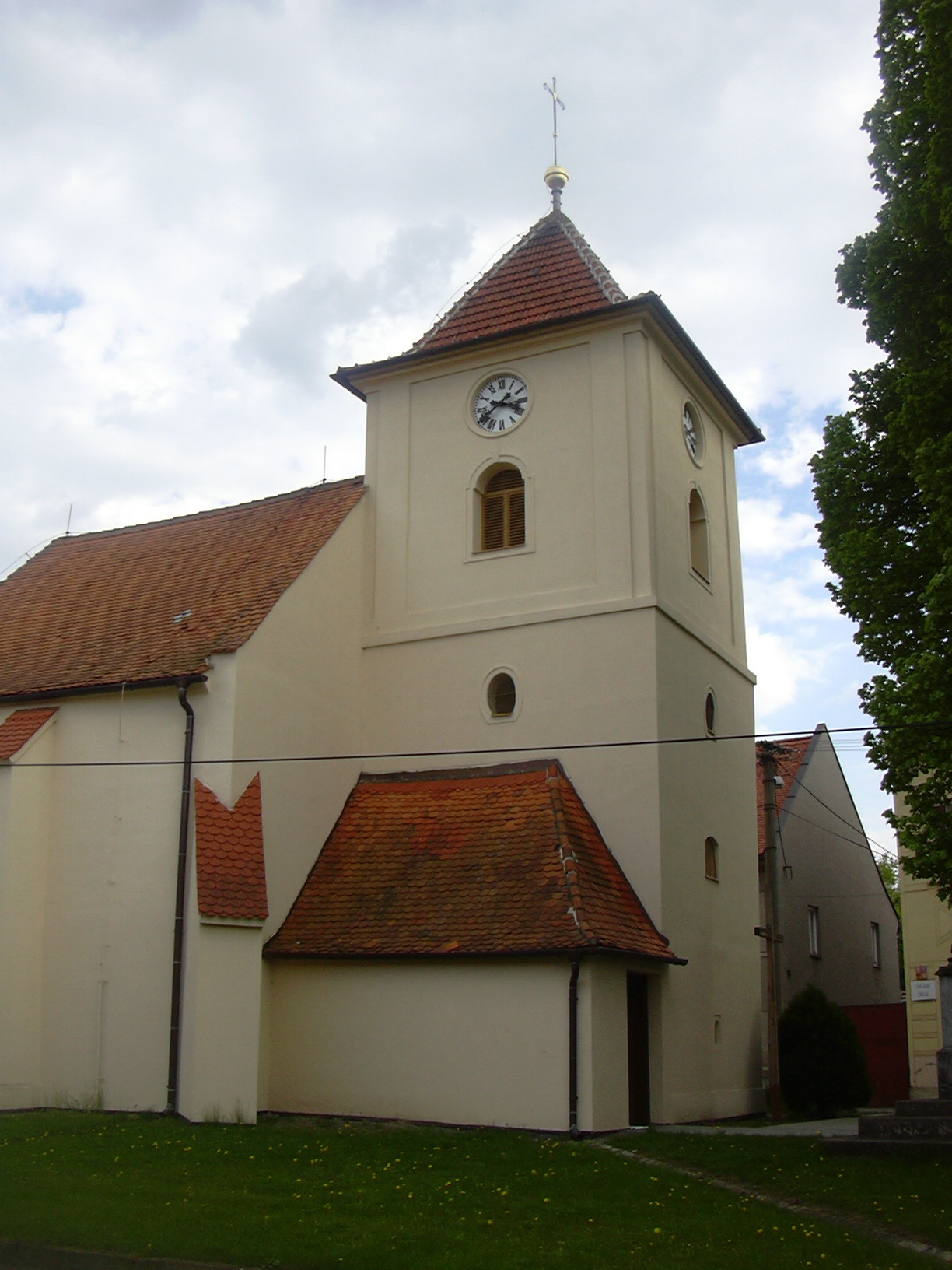
Kirche Johannes des Täufers in Hoštice

- spätgotische Filialkirche Johannes des Täufers in Hoštice, geweiht 1445
- Betsäule hinter der Bahnstation an der Straße nach Ivanovice na Hané
- Sühnestein, hinter Heroltice bei der Straße II/430
- Gedenkstein für die Opfer des Ersten Weltkrieges in Hoštice
- Glockenturm in Heroltice
- Museum für Flug- und Militärtechnik (Muzeum letecké a vojenské techniky) am Flugplatz Vyškov mit ausgemusterten Kampfjets.
- Dinopark Vyškov, westlich des Dorfes an der R 46

## Söhne und Töchter der Gemeinde
- Pavel Zedníček (* 1949 in Heroltice), Schauspieler